# نقش‌برجسته مهرداد اشکانی
نقش‌برجسته مهرداد دوم یا پیکره مهرداد دوم (که با نام نقش برجسته مهرداد (کتیبه علیخان) در فهرست آثار ملی ایران به ثبت رسیده‌است) نقش‌برجسته‌ای مربوط به دوره اشکانیان است که در بیستون، محوطه تاریخی و فرهنگی بیستون جای گرفته‌است. این اثر در تاریخ ۱۹ اسفند ۱۳۸۰ با شمارهٔ ثبت ۴۸۸۱ به‌عنوان یکی از آثار ملی ایران به ثبت رسیده‌است. همچنین با تخریب بخشی از این اثر و روی آن سنگ‌نبشته وقف‌نامه شیخ علی خان زنگنه صدر اعظم دوره صفوی کنده‌کاری شده‌است. 

## ویژگی‌ها
پیکره مهرداد دوم یکی دیگر از پیکره‌های کوه بیستون است. این پیکره بر دیواره‌ای که روبه روی سنگنبشته داریوش بزرگ هخامنشی بوده و در پایین آن کنده شده‌است.
در این پیکره تراشی، مهرداد دوم اشکانی (۸۷/۸۸-۱۲۳/۱۲۴ پیش از میلاد) ایستاده و در برابرش پنج تن از بزرگان اشکانی دیده می‌شوند. این بزرگان ایستاده و با دست راست پیشکشی را تا روبه روی چهره شان بالا آورده و به مهرداد نشان داده‌اند. خود مهرداد دوم نیز دست راست را در پاسخ به آنان بالا آورده است.
یک سنگنبشته یونانی که بالای سر این پیکره‌ها دیده می‌شود، بزرگان اشکانی را به ترتیب از چپ به راست چنین شناسانده است:
کوهزاد، مهراد، مهرداد رازدار، گودرز شهربان شهربانان، شاه شاهان بزرگ مهرداد

### آسیب
این پیکره تراشی با گذشت روزگار دچار آسیب‌های طبیعی شده و همچنین شیخ علی خان زنگنه صدر اعظم شاه سلیمان صفوی در سال ۱۶۸۵ بخش‌هایی از آن را برای کندن وقف نامه خود از میان برد.